# حشمت‌آباد (کازرون)
حشمت‌آباد (کازرون)، روستایی از توابع بخش جره و بالاده شهرستان کازرون در استان فارس ایران است.

## جمعیت
این روستا در دهستان دادین قرار دارد و براساس سرشماری مرکز آمار ایران در سال ۱۳۹۵، جمعیت آن ۸۵ نفر (۲۳ خانوار) بوده‌است.